# 中村こずえのSUNDAY HAPPY MAP
中村こずえのSUNDAY HAPPY MAP（なかむらこずえのサンデー ハッピー マップ）は、2018年4月8日から2021年3月28日まで全国ラジオネットワーク（NRN）系列他の地方局で放送していたラジオ番組。通称：はぴま。

## 概要
2003年4月から15年間放送した『中村こずえのみんなでニッポン日曜日!』の後継番組であった。パーソナリティは引き続き中村こずえが務めた。「ニッポンをもっと楽しく、もっと笑顔にしていこう」をプロジェクトコンセプトに、各地の魅力を掘り下げ発信する番組だった。各コーナーは前番組から引き継がれている。
番組はニッポン放送の第4スタジオから生放送されているが、キー局のニッポン放送では放送せず、裏送りを行っていた（ネット局は後述）。
日曜日の放送であるため、前身番組同様、スポーツ中継や、局主催イベントなどの特別番組がある場合、一部短縮、または全編を休止することがあった（後述）。

### シリーズの終焉とその後
2021年3月28日をもって当番組が終了するとともに、『中村こずえのみんなでニッポン日曜日!』以来続いていた日曜午後のニッポン放送発の裏送り番組枠が廃止された。これにより、2003年4月から始まった日曜昼の中村こずえの番組シリーズは18年間の歴史に幕を降ろした。なお、最後までフルネットを行っていた3局は、TBSラジオの裏番組『爆笑問題の日曜サンデー』へネットチェンジした。
その後当番組終了から1年半後の2022年10月改編からNRN発裏送り番組の制作が、ニッポン放送から文化放送に移管され『ミスDJリクエストパレード360』が東北放送・信越放送にネットが開始されNRN発裏送り番組が復活したが、1年のみで終了している。

## 出演者
- 中村こずえ（パーソナリティ）
- 立川晴の輔（リポーター）

## ネット局と基本放送時間
放送終了時点。山形以外の放送局は『みんなでニッポン日曜日!』からそのままスライドしている。
放送時間の早い順から記載。
| 放送対象地域   | 放送局名               | 放送時間      | 放送期間                     | ローカル枠                                 | 備考        |
| -------------- | ---------------------- | ------------- | ---------------------------- | ------------------------------------------ | ----------- |
| 秋田県         | 秋田放送（ABS）        | 13:00 - 14:55 | 2018年4月8日 - 2021年3月28日 | 13:56 / 14:56 - さきがけニュース           | [ 3 ]       |
| 鳥取県・島根県 | 山陰放送（BSS）        | 13:00 - 14:55 | 2018年4月8日 - 2021年3月28日 | 13:55 / 14:55 - ニュース・天気予報         | [ 3 ]       |
| 高知県         | 高知放送（RKC）        | 13:00 - 14:55 | 2018年4月8日 - 2021年3月28日 | 13:55 / 14:55 - 高知新聞ニュース・天気予報 | [ 3 ]       |
| 山口県         | 山口放送（KRY）        | 13:00 - 13:55 | 2018年4月8日 - 2021年3月28日 | 13:55 - KRYニュース                        | [ 4 ] [ 5 ] |
| 岐阜県         | 岐阜放送（ぎふチャン） | 14:00 - 14:55 | 2018年4月8日 - 2021年3月28日 | 14:56 - 岐阜新聞ニュース                   | [ 6 ] [ 7 ] |
| 山形県         | 山形放送（YBC）        | 13:00 - 14:55 | 2018年4月8日 - 2018年9月30日 | 13:55 / 14:55 - CM・フィラーBGM            | [ 8 ]       |
| 富山県         | 北日本放送（KNB）      | 13:00 - 14:55 | 2018年4月8日 - 2020年9月27日 | 13:55 / 14:55 - KNBニュース                | [ 8 ]       |

## タイムテーブル・コーナー紹介

### 番組終了時点のコーナー
- 13:00 - オープニング
- 13:12 - なるほど! ニッポン調査隊
  - これまでの「東京お散歩ブックマーク」リニューアル版。リポーターの立川晴の輔が毎週、東京とその周辺の街をリポートする。
- 13:20 - カウントダウン・プレミアム
  - 1つのテーマに沿った音楽と情報をカウントダウン形式で発表する。番組が選定した4曲をツイッターとメールにて投票を受け付け、ランキング3位から1位の曲を放送する。コーナーの最後に、次週のテーマと投票内容を発表し、ツイッターでの受付も開始する。
- 13:40 - 教えてマイ・タウン
  - 前身番組のコーナー「こずえのもっと聞きたい」のリニューアル版。気になる話題の中から専門家の方に電話出演してもらい、話を聞くコーナー。電話出演は事前に収録される場合がある。
- 13:50 - 13時代エンディング
- （13:55 - ローカル枠）※山口放送はここで飛び降り
- 14:00 - 14時のオープニング ※岐阜放送はここで飛び乗り
- 14:07 - なるほど! ニッポン調査隊
  - 立川晴の輔がスタジオに戻り、リポート先での出来事、それに関連した調査を報告する。
- 14:15 - はぴまカフェ
  - 前身番組のコーナー「サンデーズ・カフェ」のリニューアル版。毎週1組のアーティストを招き、トークを繰り広げる。アーティストは歌手だけではなく、楽器演奏者の場合もある。
- 14:45 - ネットワーク・カレンダー
  - 前身番組のコーナー「今週のスケジュール」のリニューアル版。全国各地のイベントをいち早く届けるコーナー。コーナーの終わりには今週リリースされる楽曲から1曲放送する。
- 14:50 - エンディング
- 14:55 - 番組終了(ローカル枠)

### 終了したコーナー
- カウントダウン・ニッポン
  - 前身番組のコーナー「サンデー・グルービィ・カウントダウン」のリニューアル版。これまではジャンルを問わずアンケートを取っていたが、番組コンセプトと関連して各都道府県や日本のイベントに関するアンケートを実施する。ランキングの調査は銀座4丁目で女性100人に聞き、カウントダウン形式で5位から発表する。2020年4月5日をもってコーナー終了し、翌週より「カウントダウン・プレミアム」にリニューアルした。

## 放送休止の場合
1月2日ないしは3日が日曜日に当たる場合
- ぎふチャン以外の局が文化放送制作の『東京箱根間往復大学駅伝競走実況中継』を14:00までネットする関係上、13時台の放送を返上する。新春時期であることから特別番組が組まれやすい関係上、通常通り編成するぎふチャン（岐阜放送）以外のネット局はその年年で放送するかどうかが変わる。

毎年1月第3（第4）日曜
- 中国放送制作の天皇盃全国都道府県対抗男子駅伝競走大会の中継を放送するため。JRN系列全国ネットではあるが、独立局のぎふチャン（岐阜放送）にもネットするため全局中止となった。ただし、2021年については大会自体の中止にともなう代替の特別番組が放送されるものの、当番組は14時からの短縮版で放送された（同日のネット局はぎふチャン（岐阜放送）のみで、その他の各局は、別番組放送のため休止となる）。